# Abbas Moussaoui
Pour les articles homonymes, voir Moussaoui.
Sayed Abbas al-Moussaoui (en arabe : عباس الموسوي), né le 26 octobre 1952 et mort le 16 février 1992, est un homme politique et religieux libanais influent. Il est le dirigeant du Hezbollah entre 1991 et 1992. Il est tué par l'armée israélienne en 1992.

## Biographie
Moussaoui nait dans le village d'Al-Nabi Shayth dans la plaine de la Bekaa au Liban. Il fait ses études religieuses à Nadjaf en Irak. Là-bas, il est profondément influencé par les idéaux de l'ayatollah Rouhollah Khomeini. Il revient au Liban en 1978.
À partir de 1991, il est nommé secrétaire-général du Hezbollah, il est alors vu comme un modéré par rapport à l'ancien secrétaire-général Subhi al-Tufayli qui était vu comme intransigeant.
De 1983 à 1985, il est responsable d'opérations au sein du Hezbollah et à partir de 1985 jusqu'en 1988, il est responsable de la branche militaire, la résistance islamique,,,. Il est considéré comme responsable de la capture du soldat américain William Higgins.
Le 16 février 1992, des hélicoptères israéliens attaquent un cortège de voiture au Liban sud où se trouvait Moussaoui. Il meurt avec son épouse, son fils de cinq ans et quatre autres personnes.
Après sa mort, c'est Hassan Nasrallah qui reprend la tête du Hezbollah.